# Посёлок имени 2-й пятилетки
Посёлок и́мени 2-й пятиле́тки —  посёлок  в Рассказовском районе Тамбовской области. Административный центр Озёрского сельсовета.

## География
Расположен на истоке реки Сухая Ржакса примерно в 26 км к юго-востоку от города Рассказово и в 50 км от Тамбова.

## История
Основан в период коллективизации, в годы 2-й пятилетки. В "Тамбовской энциклопедии" приводится иное трактование: "основана не позднее не позднее 1959 года".

## Население
В 2019 году поселение насчитывало 805 жителей
| 2010 |
| ---- |
| 903  |

## Инфраструктура
Озерский филиал МБОУ Верхнеспасской СОШ.

## Транспорт
Остановка общественного транспорта «Посёлок имени 2-й пятилетки».